# Ada Benson
Pour les articles homonymes, voir Benson.
Ada Benson ou Ada McDowall (27 novembre 1840 - 11 octobre 1882) était une directrice d'école et éducatrice britannique. Elle dirige notamment la Oxford High School, et deux écoles de filles de Norwich et de Bedford.

## Biographie
Ada Benson naît à Winson Green en 1840, sixième des huit enfants d'Edward White Benson, qui dirige une usine de produits chimiques, et de son épouse Harriet née Baker. Son père meurt en 1843, et sa mère meurt 1850, et les enfants sont dispersés chez des amis et cousins de la famille. Ada Benson et sa sœur aînée Eleanor sont recueillies par une cousine de leur père veuve, Mary Sidgwick, à Rugby. Leur frère aîné, Edward White Benson, dirigeait alors la Rugby School, avant d'être archevêque de Cantorbéry, et il suit l'éducation et les études de ses sœurs. Ada est élève dans une école privée de Brighton lorsqu'elle a 17 ans, puis à 19 ans, elle séjourne à Dresde, en Allemagne, où elle est gouvernante dans une famille. Elle donne des cours d'anglais et de musique aux enfants de la famille, tout en conservant un programme personnel d'étude de langue et littérature allemandes et en faisant deux heures et demie de musique par jour. Elle traduit en allemand King of the Golden River de John Ruskin en 1861. Elle manifeste une certaine mélancolie et exprime son mal du pays dans ses lettres à son frère, et malgré les encouragements de celui-ci, doit regagner l'Angleterre en 1861 pour des raisons de santé.
Ada Benson ne reprend des activités éducatives qu'en 1864, ouvrant une école, Sydney Lodge, à Surbiton en 1866 avec sa sœur Eleanor. Leur école ferme, malgré le succès qu'elle rencontre, lorsque sa sœur Eleanor se marie, en 1872, avec Thomas Hare. Elle est quelque temps gouvernante d'une jeune fille qu'elle accompagne en voyage durant huit mois sur le continent. En décembre 1874 elle est nommée directrice de l'école de filles de Norwich, la première école fondée par la Girl's Public Day School Company hors de Londres. L'école accueille ses premières élèves le 22 février 1875. Le modèle de la GPDSC est la North London Collegiate School, et Ada Benson y fait un stage de dix jours avant d'ouvrir l'école de Norwich. Elle enseigne la religion et, sur les conseils de son frère Edward, rend l'étude du latin et de l'allemand obligatoire. Elle a du mal à déléguer, et à nouveau, sa santé se détériore et elle doit s'arrêter. Avant son congé maladie, elle est nommée « mistress », c'est-à-dire directrice, de l'Oxford High School qui ouvre le 3 novembre 1875, avec vingt-neuf élèves et trois enseignantes. L'école est située à Judge's Lodgings au 16 St Giles, dans le centre d'Oxford, elle est la neuvième école ouverte par la Girls' Public Day School Company. L'école déménage au 38 St Giles en 1879, mais à ce moment-là, Matilda Ellen Bishop a succédé à Ada Benson, celle-ci ayant dû démissionner, à nouveau pour des raisons de santé.
Elle épouse Andrew McDowall, secrétaire de la Girls' Public Day School Company, le 27 décembre 1879. Leur fille, née en 1881, Katharine Esdaile, est historienne d'art. Ada Benson postule pour être directrice de l'école de filles de Bedford en février 1882, et son mari et leur fille la suivent. Elle fait les entretiens de recrutement des enseignantes et des futures élèves entre février et mai, et l'école de Bedford ouvre le 8 mai 1882, avec 43 élèves et quatre professeures. Ada Benson met en place les programmes scolaires, prévoit un gymnase, installe un conseil de gouverneurs pour piloter l'école, mais elle meurt à Bedford, le 11 octobre 1882, dix jours après la naissance de son fils, d'une péritonite puerpérale, à l'âge de 41 ans.